# Kanon (gra komputerowa)
Kanon – japońska powieść wizualna dla dorosłych stworzona przez studio Key i wydana 4 czerwca 1999 roku na platformę Microsoft Windows. Key wydało później wersję pozbawioną treści erotycznych, a gra została przeportowana na konsole Dreamcast, PlayStation 2, PlayStation Portable i Nintendo Switch. Opowiada historię Yūichi Aizawy, ucznia szkoły średniej, który wraca do miasta, w którym nie był od siedmiu lat i wspomina dawne wydarzenia. Spotyka tam kilka dziewczyn i powoli odzyskuje utracone wspomnienia. Rozgrywka w Kanon opiera się na nieliniowej fabule, oferując przygotowane scenariusze, w których postać gracza poprawia wzajemne relacje z pięcioma głównymi bohaterkami. Gra po premierze znalazła się na drugiej pozycji w rankingu najlepiej sprzedających się powieści wizualnych w Japonii i później wielokrotnie pojawiała się w nim wśród 50 najlepszych. Do 2007 roku sprzedała się łącznie w ponad 300 000 kopii. Po 25 latach od japońskiej premiery, w 2024 roku ukazało się międzynarodowe wydanie gry na platformie Steam.
Kanon doczekał się wielu adaptacji. Powstały dwie mangi wydawane w „Dengeki Daioh” i „Dragon Age Pure”. Ukazały się również antologie, light novel, artbooki oraz słuchowiska i kilka albumów muzycznych. Toei Animation stworzyło w 2002 roku 13-odcinkowy serial anime, a rok później odcinek OVA. W 2006 roku Kyoto Animation stworzyło 24-odcinkowy serial anime. 

## Rozgrywka
Kanon jest romantyczną powieścią wizualną, w której gracz wciela się w rolę Yuichiego Aizawy. Jak w grach tego gatunku, większość rozgrywki spędzana jest na czytaniu narracji i dialogów. Rozgrywka w grze jest nieliniowa i w zależności od podejmowanych w jej trakcie wyborów, fabuła rozwija się w określonym kierunku, prowadząc do różnych zakończeń.  
W grze dostępnych jest pięć głównych ścieżek fabularnych, po jednej dla każdej z bohaterek gry. W trakcie rozgrywki gracz musi dokonać wielu wyborów, podczas których progresja tekstu jest zatrzymywana aż do ich dokonania. Aby zobaczyć w całości wszystkie ścieżki fabularne, gracz musi powtórzyć grę kilka razy i podjąć inne decyzje, które prowadzą do alternatywnych zakończeń.

## Muzyka
W Kanon znajdują się dwie piosenki przewodnie: motyw otwierający „Last regrets” i kończący „Kaze no tadoritsuku basho” (jap. 風の辿り着く場所), oba śpiewane przez Ayanę. Słowa do nich napisał Jun Maeda, a aranżacji dokonał Kazuya Takase z wytwórni I've Sound. Pięć głównych bohaterek gry ma własne motywy przewodnie w muzyce tła: dla Ayu jest nim „Hidamari no machi” (jap. 日溜りの街); dla Nayuki – „Yuki no shōjo” (jap. 雪の少女); dla Makoto – „the fox and the grapes”; dla Shiori – „Egao no mukōgawa ni” (jap. 笑顔の向こう側に), a dla Mai – „Shōjo no ori” (jap. 少女の檻).

## Odbiór
Pierwsza wersja Kanon pojawiła się na drugiej pozycji w rankingu najlepiej sprzedających się powieści wizualnych w Japonii. Trzy lata po premierze, w czerwcu 2002 roku, gra ponownie znalazła się w rankingu na 45 miejscu, a dwa tygodnie później – na 46. Pierwsza wersja pojawiła się również w tym rankingu na 41 miejscu na początku lipca 2002 roku. Wersja Kanon Standard Edition po swoim wydaniu znalazła się na 16 pozycji i pozostała wśród 50 najlepiej sprzedających się gier przez dwa kolejne miesiące, osiągając pozycje 47 i 35. Wersja Kanon Standard Edition bez ograniczeń wiekowych zadebiutowała w krajowym rankingu na 42 miejscu. Jej sprzedaż wzrosła w następnym miesiącu, w którym osiągnęła 35 miejsce, jednak nie pojawia się już później w rankingu. W pierwszym tygodniu po premierze portu na Dreamcast sprzedano 42 379 kopii gry, co dało jej czwartą pozycję wśród najlepiej sprzedających się gier konsolowych w Japonii. Przed wydaniem wersji na PlayStation Portable w 2007 łączna sprzedaż na wszystkich dotychczasowych platformach przekroczyła 300 000 kopii.
Pięć dni przed premierą portu Kanon na PS2 w sprzedaży pojawiła się drukarka do tej konsoli o nazwie Tapis MPR-505, która służyła do drukowania zrzutów z ekranu gry. Kanon był jedną z trzech gier obsługiwanych przez nią w chwili premiery (dwie pozostałe to America Ōden Ultra Quiz od DigiCube i Marle de Jigsaw od Nippon Ichi Software). Pierwsza wersja na PS2 z 2002 roku została zrecenzowana przez japoński magazyn „Famitsū”, gdzie gra otrzymała ogólną notę 29/40 (suma czterech ocen recenzentów 7, 8, 7 i 7). Pisarz Yūichi Suzumoto, który po premierze gry rozpoczął pracę w Key, w wywiadzie z marca 2001 roku stwierdził, że zakończenie fabuły Kanon można opisać zdaniem „książę i księżniczka żyli długo i szczęśliwie; koniec”, przez co zakończenie nie wyjaśnia, co mogło wydarzyć się później. W wydaniu „Dengeki G’s Magazine” z października 2007 roku opublikowano wyniki ankiety na 50 najlepszych gier bishōjo. Z 249 tytułów Kanon zajął piąte miejsce, uzyskując 71 głosów.